# Endoxyla methychroa
Endoxyla methychroa is een vlinder uit de familie van de Houtboorders (Cossidae). Deze soort is voor het eerst wetenschappelijk beschreven als Xyleutes methychroa door Alfred Jefferis Turner in een publicatie uit 1911.
De soort komt voor in Australië (Queensland).